# Bacillus megaterium
Espèce
Bacillus megaterium est une espèce bactérienne Gram positive en forme de bâtonnet, aérobie strict, catalase positive, capable de produire des endospores, utilisée comme amendement en agriculture et horticulture. Cette bactérie peut se trouver sous forme de streptobacillus.
Bacillus megaterium est l'une des plus grosses bactéries rencontrées dans le sol. Ces bactéries forment souvent des chaînes au sein desquelles les cellules sont jointes par des polysaccharides issus de leur paroi. Bacillus megaterium est capable de survivre dans des environnements extrêmes comme les déserts grâce à sa capacité à sporuler. Lorsque les conditions deviennent favorables, les spores donnent naissance à de nouvelles bactéries. Parfois, cette bactérie peut être retrouvée sur des surfaces communes que l'on touche régulièrement.
Bacillus megaterium produit une pénicilline-amidase utilisée pour la production de pénicilline. Cette bactérie produit aussi des enzymes modifiant des corticostéroides ainsi que diverses aminoacides deshydrogénases.
Bacillus megaterium est impliqué dans le cycle du phosphore et la minéralisation microbienne du phosphore organique, nécessaire pour que les végétaux puissent utiliser ce même phosphore organique. En effet, le phosphate passant d’un état organique à inorganique, il sera libéré et utilisé par les cultures et végétaux. Dans ce cycle, les bactéries présentes du type Pseudomonas et Bacillus subtilis, ainsi que les mycètes du genre Aspergillus sont aussi impliquées dans le phénomène de minéralisation du phosphore organique.